# Casa al carrer del Mig, 1 (l'Espluga de Francolí)
La Casa al carrer del Mig, 1 és una obra de l'Espluga de Francolí (Conca de Barberà) inclosa a l'Inventari del Patrimoni Arquitectònic de Catalunya.

## Descripció
Aquesta casa respon a una tipologia freqüent en la comarca, de casa construïda sobre arcs diafragmes, que faciliten l'accés de vehicles o de bestiar. En aquest cas, l'arc ha estat cegat en prendre la seva antiga funció i per aprofitar l'espai porxat com a part de l'habitatge.